# Yuta Fuuga
Yuta Fuuga (tên tiếng Nhật Bản: 風雅勇高, Fūga Yuta) là nhân vật chính thứ hai trong bộ manga 1001 knights của tác giả Yukiru Sugisaki. Tên phiên âm chữ Hán của cậu là "Phong Nhã Dũng Cao" có nghĩa là "con người phong nhã và tràn đầy sự dũng cảm". Mặc dù sự xuất hiện trong truyện chính hiện giờ còn đứt đoạn và ít ỏi, cậu là một trong những nhân vật nổi tiếng nhất của tác giả.

## Tiểu sử
Yuta Fuuga được sinh ra tại thành phố Tokyo, Nhật Bản. Cậu hiện đang là học sinh lớp 11. Cậu là em trai sinh đôi của Naito Fuuga. Bố của cậu là Shinra Fuuga, điều hành một văn phòng thám tử tư và không có bất cứ thông tin gì về người mẹ. Ngay từ khi còn bé, Yuta đã được bố dạy tiếng Anh và tiếng Ả rập.
Năm lên 9 tuổi, Shinra mất tích, cậu sống cùng anh trai mình từ đó, tiếp quản công việc thám tử tư.

## Truyện chính
Trong chương đầu tiên của truyện, Yuta đang đi giải quyết một vụ theo dõi mà khách hàng của cậu nói rằng có kẻ biến thái cứ liên tục bám theo cô ta. Tính cách nóng nảy và ưa bạo lực của Yuta khiến kẻ  lạ mặt suýt nữa thì mất mạng bởi thứ sức mạnh kỳ lạ tỏa ra từ bàn tay phải của cậu khi đôi co với hắn. May thay, người anh Naito đã ngăn cậu kịp thời.
Cũng ngay trong đêm đó, người đồng nghiệp thân thiết của Shinra là Arthur Enshenko đột ngột đến nhà hai anh em và báo tin Shinra đã mất tích. Quá lo lắng cho bố, Yuta cùng với Naito đã nhận lời mời của ông ta du lịch đến thành phố Dubai, vừa để tìm tung tích người cha, vừa để chuẩn bị cho lễ thừa kế công việc mang tên gọi Người Đại diện (Agents).
Trớ trêu thay, một người lạ mặt mặc chiếc áo choàng đen đã tấn công hai anh em ngay trong cái đêm định mệnh đầu tiên họ ở tại Dubai. Vì bảo vệ cho Naito, Yuta đã bị bắt đến một thế giới song song với Trái Đất mang tên Ngôi Sao Vong Linh (The Ghost Star). Tại đây, kẻ lạ mặt đã tiết lộ thân phận thật sự của cậu: Yuta chính là đầu thai của Saif (サイフ, Saifu) - Hoàng tử của vương quốc Jakha và là người sắp trở thành vị Vua độc tài của Ngôi Sao Vong Linh, người nắm giữ sức mạnh hủy diệt của Mắt Quỷ. Câu chuyện là cuộc hành trình đi tìm lại nhau của cậu và Naito, đồng thời hé lộ bi kịch khi Yuta dần phát hiện ra quá khứ đau buồn của Hoàng tử Saif.

## Tạo dựng

### Ngoại hình
Yuta là một cậu học sinh 16 tuổi cao lớn và khỏe mạnh. Cậu có một gương mặt bảnh trai với đôi mắt sắc màu xanh lá, mái tóc đỏ và thường xuyên mặc đồng phục học sinh. Yuta rất ít khi cười, biểu cảm của cậu thường hoặc là lãnh đạm, hoặc là cực kỳ phẫn nộ.

### Tính cách
Yuta là một nhân vật có nhiều tâm trạng. Ẩn sau vẻ ngoài hung dữ, lạnh lùng và trầm tính là hình ảnh một con người nhạy cảm, biết quan tâm và yêu thương những gì quan trọng nhất với mình. Sự dịu dàng của Yuta thể hiện rõ nhất khi cậu ở bên Naito. Đối với Yuta, có lẽ Naito là người có thể khiến cậu thực sự cảm thấy thoải mái.

## Năng lực
Bình thường, Yuta là một chàng trai cực kỳ khỏe và rất giỏi trong các cuộc đấu tay đôi. Cậu hay phải giải quyết các vụ việc cần đến thể lực và cơ bắp nên thường xuyên dính vào các cuộc gây lộn.
Khi câu chuyện tiến triển, Yuta còn hé lộ một năng lực đặc biệt khác của mình. Bàn tay phải của cậu có khả năng hút cạn sinh lực của người sống. Năng lực chỉ được kích hoạt khi tâm trạng của cậu là tiêu cực. Để kiểm soát nó, Shinra đã trao cho cậu một chiếc găng tay, dặn rằng đây là vật mà cậu của tương lai sẽ rất cần đến. Một điều kỳ lạ là chỉ có Naito mới có thể chạm vào mà không bị thương.

## Quan hệ
Với Naito Fuuga: Naito là anh trai sinh đôi của Yuta. Một trong những điểm mấu chốt của câu chuyện là tình cảm của Yuta đối với anh mình. Cậu đã từng hứa dù bất cứ chuyện gì xảy ra, họ sẽ luôn ở bên nhau. Ngay cả khi bị thương nặng và giam giữ bởi Arif Laila, điều đầu tiên Yuta nghĩ đến khi cậu tỉnh dậy là sự an toàn của Naito. Rất nhiều fan nhận định rằng hình như cậu không đơn thuần chỉ dành cho Naito tình cảm yêu mến thông thường giữa những người ruột thịt. Phần giới thiệu nhân vật ở tập 3 cũng đã khẳng định Yuta bị brother-complex rất nặng Kiếp trước của Naito là Công chúa Alnilam - nàng công chúa của vương quốc đối địch với Jakha và rất có thể Saif và Alnilam đã từng yêu nhau. Tuy nhiên, đây dù sao cũng chỉ là phỏng đoán và tác giả vẫn chưa tiết lộ câu chuyện thật sự.
Với Arthur Enshenko: Yuta và Arthur không hợp nhau là mấy do tính cách sang chảnh và thích khoe khoang của Arthur khiến Yuta cảm thấy khó chịu đôi lúc.